# Johann Ulrich Hanauer
Johann Ulrich Hanauer (Baden, 6 aprile 1807 – Baden, 8 dicembre 1871) è stato un politico e insegnante svizzero.

## Biografia
Figlio di Kaspar Damian e di Christina Steiner. Studiò teologia a Lucerna e dal 1828 in Germania, senza conseguire un diploma. Sposò Emilie Schwaller Müller. Fu insegnante di scuola secondaria e membro del consiglio scolastico distrettuale a Baden dal 1832 al 1841. Dal 1841 al 1852 fu sindaco di Baden, deputato liberale di tendenza radicale al Gran Consiglio argoviese dal 1843 al 1852, nonché presidente dello stesso nel 1848. Fu anche membro della Costituente argoviese dal 1849 al 1851, Landamano dal 1853 al 1854 e dal 1859 al 1860, e Consigliere di Stato dal 1852 1868, dove presiedette fino al 1857 il Dipartimento dell'educazione e successivamente il Dipartimento delle finanze.
A livello nazionale fu inviato alla Dieta federale nel 1848 e consigliere nazionale dal 1848 al 1851.  Amministrò inoltre i beni dei conventi di Fahr e di Maria Incoronata a Baden dal 1843 al 1845 e dal 1845 il fondo pensionistico degli ex conventuali d'Argovia. Nel 1846 fu membro della commissione della scuola magistrale, poi presidente del Consiglio ecclesiastico cattolico, commissario federale nel 1849 a Basilea per i rifugiati durante la rivoluzione del Baden, e infine dal 1858 al 1871 membro del consiglio di amministrazione della Ferrovia del Nord-Est.